# فرانک بی. گود
فرانک بی. گود (انگلیسی: Frank B. Good؛ ‏ ۳ اکتبر ۱۸۸۴ – ۱ ژوئن ۱۹۳۹) فیلم‌بردار بود که مابین سال‌های ۱۹۱۶ تا ۱۹۳۷ بیش از ۱۰۰ فیلم را تصویربرداری کرد.
از فیلم‌هایی که وی در آن‌ها نقش داشته‌است، می‌توان به جادوگر شهر از، داروساز و جزیره خشم اشاره نمود.